# Avelino Maluana
Avelino Salvador Maluana (ur. 20 sierpnia 1978 w Maputo) – mozambicki piłkarz grający na pozycji napastnika.

## Kariera klubowa
W swojej karierze piłkarskiej Avelino grał w klubach GD Maputo, FC Porto, SC Dragões Sandinenses, Padroense FC i Académica Maputo.

## Kariera reprezentacyjna
W 1998 roku Avelino został powołany do reprezentacji Mozambiku na Puchar Narodów Afryki 1998. Rozegrał na nim trzy mecze: z Egiptem (0:2), z Marokiem (0:3) i z Zambią (1:3), w którym strzelił gola. Od 1997 do 2003 wystąpił w kadrze narodowej 12 razy i strzelił 1 gola.